# Loueurs de France
 (mai 2013).
Loueurs de France BTP était une filiale du Groupe Loxam. Cette filiale proposait une gamme généraliste de matériels pour le particulier et le professionnel.

no 5 de la location de matériels BTP en France[réf. nécessaire] et possédait 125 agences en France (en décembre 2007).

## Historique
- 1936 : Création de la société SOCOMEN, filiale des établissements RICHIER, fabricant de matériels de BTP qui loue le matériel de sa maison mère
- 1972 : Cession des usines RICHIER au groupe Ford, les actionnaires mènent une politique active de développement de la location, seul département conservé au sein de la famille

Le groupe est organisé autour de la holding BALZAC-JACQUART (orientée vers l'immobilier), d'une holding financière AUXITRA et des filiales d'exploitation à caractère régional. Développement de la société autour d'un axe Lille, Paris, Lyon et Montpellier, soit une « banane économique » incluant les régions françaises les plus entreprenantes de l'époque au niveau des travaux publics, infrastructures routières, ferroviaires (TGV Nord-Rhône-Alpes)
- 1996 : Développement continu de la société. Opération de fusion-absorption des filiales régionales par la holding financière AUXITRA. l'ensemble prenant le nom de Loueurs de France BTP et représentant 27,90 M.€. de chiffre d'affaires.
- 1999 : Les descendants de la famille RICHIER ouvrent le capital de la Société. Ce renforcement de fonds propres a permis à Loueurs de France BTP de continuer son développement externe par le rachat des Sociétés SDLM (1999), NLS (2000) , LOCSUD (2001), ACEO, AGMBTP (2002), SBM (2003).
- 2004 : La société devenue filiale du groupe Loxam, exploite un réseau de 50 agences dans 7 régions françaises et prépare le développement de son réseau.
- 2011 : Loxam achète la société Locarest pour la fusionner à sa filiale Loueurs de France BTP
- 31 décembre 2013 : Disparition de l'enseigne au profit de Loxam Rental

## Historique du logo

Logo actuel depuis 2004
Logo actuel sur fond blanc